# ドルフィンズドリーム
『ドルフィンズドリーム』(Dolphin's Dream、欧州：Diver's Dream )は、コナミより1998年9月10日にPlayStation用ソフトとして発売されたアドベンチャーゲームである。
開発はコナミコンピュータエンタテインメント札幌。

## 概要
広大な海を舞台にしたダイビングゲーム。
限られたエアーを頼りに、様々なアクシデントを乗り越え目的の財宝を手に入れていく。宝は160種類を用意されている。
また、プレイヤーの行動しだいでエアーの減り方が変化する。
財宝以外にも広大な海底内ではフィッシュウォッチングも出来る。

## あらすじ
60年前に沈没した豪華客船「ジャイガンティック・マチルダ号」の噂を聞きつけ、とある島にやってきた、元ダイバーのジャン・ケイブは、元乗組員であるロベルト・マイヤーと出会う。
二人は手を組み、巨万の財宝を探し出すため、マチルダ号の場所を探しつつ、装備を揃えるために、トレジャーハンターをして資金を稼ぐことにする。

## 登場人物
- ジャン・ケイブ

主人公。マチルダ号目当てにやってきた元ダイバー。
- ロベルト・マイヤー

この島でサルベージ業を営んでいる老人。沈没したマチルダ号の元乗組員。ジャンにいろいろなアドバイスをする。
- オリビア・マイヤー

ロベルトの孫娘。二人をサポートする。
- エンリコ

ベテランの鑑定士。海中で見つけた物を鑑定、換金してくれる古物商。
- バジーリオ

ダイバーズショップを経営している。豊富な品揃えがプロダイバーの間では有名。

## スタッフ
- オリジナルプラン：河野純子
- シナリオ：大江治
- キャラクターデザイン：中川淳
- プロダクトデザイン：重田修
- プロデューサー：中村健吾
- エグゼクティブプロデューサー：廣下宏治
- ディレクター：大江治